# 제곱

제곱(square)은 수학에서 같은 수끼리 곱한 결과이다. 이 작업을 나타내는 데 영어에서는 "to square"라는 동사가 사용된다. 제곱은 2의 거듭제곱과 동일하며 위첨자 2로 표시된다. 예를 들어, 3의 제곱은 숫자 9인 32로 쓸 수 있다. 프로그래밍 언어나 일반 텍스트 파일과 같이 위 첨자를 사용할 수 없는 경우에는 x^2(캐럿) 또는 x* 표기법을 사용한다. *2는 x2 대신 사용될 수 있다. 제곱에 해당하는 형용사는 이차형이다.
정수의 제곱은 제곱수 또는 완전제곱수라고도 한다. 대수학에서 제곱 연산은 종종 다항식, 기타 표현식 또는 숫자 이외의 수학적 값 시스템의 값으로 일반화된다. 예를 들어, 선형 다항식 {\displaystyle x+1}의 제곱은 2차 다항식 {\displaystyle (x+1)^{2}=x^{2}+2x+1}이다.
숫자와 다른 많은 수학 시스템에서 제곱의 중요한 속성 중 하나는 (모든 숫자 x에 대해) x의 제곱이 덧셈 역원 -x의 제곱과 동일하다는 것이다. 즉, 제곱 함수는 {\displaystyle x^{2}=(-x)^{2}}을 충족한다. 이는 제곱함수가 짝수함수라는 말로 표현될 수도 있다.

## 같이 보기
- 세제곱수
- 계량 텐서
- 이차 방정식
- 다항식환

관련 식별자
- 오일러의 네 제곱수 항등식
- 데겐의 여덟 제곱수 항등식
- 라그랑주 항등식
- 파르스발 항등식
- 가속도
- 단면적 (물리학)
- 결합 상수
- 운동 에너지
- 비에너지